# Университет Версаль-Сен-Кантен-ан-Ивелин
Университет Версаль-Сен-Кантен-ан-Ивелин — французский университет, относится к академии Версаля. Основан в 1991 году.

## История
В 1985—1990 годах Университет Париж X открывает свой филиал в Сен-Кантене-ан-Ивелин, где преподают право, экономику, языки, гуманитарные и общественные науки. В это же время, 1987—1990 года, открывает свой филиал в Версале Университет Пьера и Мари Кюри, где преподают фундаментальные науки. 22 июля 1991 года на базе этих филиалов открывается новый университет Версаль-Сен-Кантен-ан-Ивелин. В 2002 году открывается новый факультет — медицины. В 2010 году университет расформировывает факультет общественных и гуманитарных наук и на его месте создает 3 института и новый факультет общественных наук.

## Структура
В состав университета входит 4 факультета, 5 институтов, обсерватория наук о Вселенной и инженерная школа информатики и мехатроники.
Факультеты:
- Факультет медицины Иль-де-Франс.
- Факультет точных наук.
- Факультет общественных наук.
- Факультет права и политических наук.

Институты:
- Языковой и международный институт.
- Институт культуры.
- Высший институт менеджмента.
- Университетский институт технологии Мант-ан-Ивелин.
- Университетский институт технологии Велизи.